# Шансона
Шансона (на француском значи песма) у ширем смислу означава сваку песму која има речи на француском језику. У ужем смислу, означава стилски правац у забавној музици. Шансона има квалитетан текст, који има вредност сам за себе, а музички израз је близак кабаретском стилу. 

## Историјат шансоне
Прве шансоне компоноване су у 14. веку, у ригидној форми трогласне композиције. Најпознатији композитор из тога времена био је Гијом де Машо. Касније, од значаја су дела која су компоновали Јоханес Окегем, Жоскен де Пре. У 15. веку издваја се стил париске шансоне у коме почиње да доминира хомофонија. Представник овог стила је Орландо де Ласи. У 16. и 17. веку различити инструменти бивају укључени у ове композиције. У 18. веку доминантна вокално-инструментална форма постаје опера, а шансона се враћа у 19. веку, у салоне вишег сталежа.

## Модерна шансона
Модерна шансона везује се за почетак 20. века. У радничким четвртима Париза започињу бављење музиком касније велике звезде Жак Брел и Едит Пијаф. Касније, средином 20. века појављују се и Жилијет Греко, Адамо, Миреј Матје и други.
Код нас, шансоне певају или су их певали шансоњери Ђорђе Балашевић, Драган Стојнић, Звонко Богдан...